# Hellenvilliers
Hellenvilliers è una località e un comune francese soppresso di 117 abitanti situato nel dipartimento dell'Eure nella regione della Normandia.
Nel 1995 è stato incorporato nel comune di Grandvilliers.